# Filip Gustavsson
Filip Gustavsson (* 7. Juni 1998 in Skellefteå) ist ein schwedischer Eishockeytorwart, der seit Juli 2022 bei den Minnesota Wild aus der National Hockey League unter Vertrag steht. Mit der schwedischen Nationalmannschaft gewann er die Goldmedaille bei der Weltmeisterschaft 2018.

## Karriere
Filip Gustavsson wurde in Skellefteå geboren und spielte in seiner Jugend bis in den U18-Bereich für die Nachwuchsteams von Skellefteå AIK. Zur Saison 2014/15 wechselte er zu Luleå HF, wo er fortan in der J20 SuperElit auflief, der höchsten Juniorenliga Schwedens. Ab dem Folgejahr 2015/16 stand er auch für die Herren des Vereins in der Svenska Hockeyligan (SHL) auf dem Eis, der ranghöchsten Profispielklasse des Landes. Anschließend wählten ihn die Pittsburgh Penguins im NHL Entry Draft 2016 an 55. Position aus, beließen ihn jedoch vorerst zwei weitere Jahre in Luleå. Dort steigerte der Schwede seine Einsatzzeiten wie auch seine persönliche Statistik bis auf eine Fangquote von 91,8 % in 22 Partien der Spielzeit 2017/18.
Nachdem die Pittsburgh Penguins ihn im Juni 2017 bereits mit einem Einstiegsvertrag ausgestattet hatten, gaben sie ihn allerdings bereits im Februar 2018 in einem größeren Tauschgeschäft an die Ottawa Senators ab. Die Penguins erhielten dabei Derick Brassard, Vincent Dunn sowie ein Drittrunden-Wahlrecht für den NHL Entry Draft 2018 und transferierten Gustavsson, Ian Cole, ein Erstrunden-Wahlrecht sowie ein Drittrunden-Wahlrecht für den NHL Entry Draft 2019 nach Ottawa. Die ebenfalls in den Transfer involvierten Vegas Golden Knights gaben zudem Tobias Lindberg an die Penguins ab und übernahmen 40 Prozent von Brassards Gehalt. Im Gegenzug erhielten sie Ryan Reaves und ein Viertrunden-Wahlrecht im Draft 2018. In der Organisation der Senators kam der Schwede dann wenig später zu seinem Debüt auf nordamerikanischem Eis, indem er einige Partien für die Belleville Senators bestritt, das Farmteam Ottawas aus der American Hockey League (AHL). Dort verbrachte er in weiterer Folge auch die Saisons 2018/19 und 2019/20, wobei er sogar kurzzeitig zu den Brampton Beast in die drittklassige ECHL geschickt wurde.
Nachdem Gustavsson den COVID-19-bedingten, verspäteten Start der nordamerikanischen Saisons beim Södertälje SK in der Allsvenskan verbracht hatte, kam er im März 2021 zu seinem Debüt für Ottawa in der National Hockey League (NHL). Dort überzeugte er in letztlich neun Partien bis zum Saisonende mit 93,3 % gehaltener Schüsse, jedoch gelang es ihm nicht, sich dauerhaft im NHL-Aufgebot zu etablieren. Im Folgejahr 2021/22 bestritt er 18 Spiele für Ottawa, blieb dabei jedoch dritte Kraft hinter Anton Forsberg und Matt Murray und stand zugleich erneut überwiegend in der AHL auf dem Eis. Die Senators gaben ihn daher im Juli 2022 im Tausch für Cam Talbot an die Minnesota Wild ab, wo ihm in der Saison 2022/23 der Durchbruch in der NHL gelang. Zu etwa gleichen Teilen mit Marc-André Fleury eingesetzt, bestritt er dabei 39 Partien und verzeichnete mit 93,1 % gehaltener Schüsse die zweithöchste Fangquote der gesamten NHL nach Linus Ullmark (93,8 %). Demzufolge statteten die Wild den Schweden im Juli 2023 mit einem neuen Dreijahresvertrag aus, der ihm ein durchschnittliches Jahresgehalt von 3,75 Millionen US-Dollar einbringen soll. Im Trikot der Wild erzielte Gustavsson am 15. Oktober 2024 ein Empty Net Goal im Spiel gegen die St. Louis Blues und wurde somit zum erst 15. Torhüter der NHL-Historie, dem ein Tor gelang.

### International
Auf internationaler Ebene debütierte Gustavsson bei der World U-17 Hockey Challenge im November 2014 und errang dort mit dem Team die Bronzemedaille. Mit einer Fangquote von 94,0 % wurde er zudem ins All-Star-Team des Turniers gewählt. Im U18-Bereich gewann er anschließend jeweils die Silbermedaille beim Ivan Hlinka Memorial Tournament 2015 sowie bei der U18-Weltmeisterschaft 2016, bei der der Schwede auch als bester Torhüter ausgezeichnet wurde. Mit der schwedischen U20-Nationalmannschaft nahm er anschließend an den U20-Weltmeisterschaften 2017 und 2018 teil. Während 2017 als Backup von Felix Sandström ein vierter Platz erreicht wurde, gewann die Auswahl mit ihm als Starter 2018 eine weitere Silbermedaille.
Im gleichen Jahr vertrat er sein Heimatland auch bei der Weltmeisterschaft 2018, bei der die „Tre Kronor“ die Goldmedaille gewannen, er selbst jedoch ohne Einsatz blieb. Im Rahmen der Euro Hockey Tour kam Gustavsson im gleichen Spieljahr allerdings auch zu seinem Debüt für die schwedische A-Nationalmannschaft. Sechs Jahre später bei der Weltmeisterschaft 2024 gewann der Schlussmann als Stammkraft die Bronzemedaille mit dem schwedischen Team.

## Erfolge und Auszeichnungen
| - 2014 Bronzemedaille bei der World U-17 Hockey Challenge - 2014 All-Star-Team der World U-17 Hockey Challenge - 2015 Silbermedaille beim Ivan Hlinka Memorial Tournament - 2016 Silbermedaille bei der U18-Weltmeisterschaft - 2016 Bester Torhüter der U18-Weltmeisterschaft | - 2018 Silbermedaille bei der U20-Weltmeisterschaft - 2018 Bester Torwart der U20-Weltmeisterschaft - 2018 All-Star-Team der U20-Weltmeisterschaft - 2018 Goldmedaille bei der Weltmeisterschaft - 2024 Bronzemedaille bei der Weltmeisterschaft |

## Karrierestatistik
Stand: Ende der Saison 2024/25

### International
Vertrat Schweden bei:
| - World U-17 Hockey Challenge November 2014 - Ivan Hlinka Memorial Tournament 2015 - U18-Weltmeisterschaft 2016 - U20-Weltmeisterschaft 2017 | - U20-Weltmeisterschaft 2018 - Weltmeisterschaft 2018 - Weltmeisterschaft 2024 - 4 Nations Face-Off 2025 |

(Legende zur Torhüterstatistik: GP oder Sp = Spiele insgesamt; W oder S = Siege; L oder N = Niederlagen; T oder U oder OT = Unentschieden oder Overtime- bzw. Shootout-Niederlage; Min. = Minuten; SOG oder SaT = Schüsse aufs Tor; GA oder GT = Gegentore; SO = Shutouts; GAA oder GTS = Gegentorschnitt; Sv% oder SVS% = Fangquote; EN = Empty Net Goal; 1 Play-downs/Relegation; Kursiv: Statistik nicht vollständig)